# Manchester United F.C. mùa bóng 1908–09
Mùa giải 1908-09 là mùa giải thứ 17 của Manchester United trong Liên đoàn bóng đá và thứ hai trong giải Hạng nhất.

## Giải bóng đá hạng nhất (First Division)

Đội hình Manchester United vào đầu mùa giải 1908-1909

| Thời gian            | Đối thủ             | H/A | Tỷ số Bt-Bb | Cầu thủ ghi bàn                 | Số lượng khán giả |
| -------------------- | ------------------- | --- | ----------- | ------------------------------- | ----------------- |
| 5 tháng 9 năm 1908   | Preston North End   | A   | 3 – 0       | J. Turnbull (2), Halse          | 18,000            |
| 7 tháng 9 năm 1908   | Bury                | H   | 2 – 1       | J. Turnbull (2)                 | 16,000            |
| 12 tháng 9 năm 1908  | Middlesbrough       | H   | 6 – 3       | J. Turnbull (4), Halse, Wall    | 25,000            |
| 19 tháng 9 năm 1908  | Manchester City     | A   | 2 – 1       | Halse, J. Turnbull              | 40,000            |
| 26 tháng 9 năm 1908  | Liverpool           | H   | 3 – 2       | Halse (2), J. Turnbull          | 25,000            |
| 3 tháng 10 năm 1908  | Bury                | A   | 2 – 2       | Halse, Wall                     | 25,000            |
| 10 tháng 10 năm 1908 | Sheffield United    | H   | 2 – 1       | Bell (2)                        | 14,000            |
| 17 tháng 10 năm 1908 | Aston Villa         | A   | 1 – 3       | Halse                           | 40,000            |
| 24 tháng 10 năm 1908 | Nottingham Forest   | H   | 2 – 2       | S. Turnbull (2)                 | 20,000            |
| 31 tháng 10 năm 1908 | Sunderland          | A   | 1 – 6       | S. Turnbull                     | 30,000            |
| 7 tháng 11 năm 1908  | Chelsea             | H   | 0 – 1       |                                 | 15,000            |
| 14 tháng 11 năm 1908 | Blackburn Rovers    | A   | 3 – 1       | Halse, J. Turnbull, Wall        | 25,000            |
| 21 tháng 11 năm 1908 | Bradford City       | H   | 2 – 0       | Picken, Wall                    | 15,000            |
| 28 tháng 11 năm 1908 | Sheffield Wednesday | H   | 3 – 1       | Halse, J. Turnbull, Wall        | 20,000            |
| 5 tháng 12 năm 1908  | Everton             | A   | 2 – 3       | Bannister, Halse                | 35,000            |
| 12 tháng 12 năm 1908 | Leicester Fosse     | H   | 4 – 2       | Wall (3), Picken                | 10,000            |
| 19 tháng 12 năm 1908 | Woolwich Arsenal    | A   | 1 – 0       | Halse                           | 10,000            |
| 25 tháng 12 năm 1908 | Newcastle United    | A   | 1 – 2       | Wall                            | 35,000            |
| 26 tháng 12 năm 1908 | Newcastle United    | H   | 1 – 0       | Halse                           | 40,000            |
| 1 tháng 1 năm 1909   | Notts County        | H   | 4 – 3       | Halse (2), Roberts, S. Turnbull | 15,000            |
| 2 tháng 1 năm 1909   | Preston North End   | H   | 0 – 2       |                                 | 18,000            |
| 9 tháng 1 năm 1909   | Middlesbrough       | A   | 0 – 5       |                                 | 15,000            |
| 23 tháng 1 năm 1909  | Manchester City     | H   | 3 – 1       | Livingstone (2), Wall           | 40,000            |
| 30 tháng 1 năm 1909  | Liverpool           | A   | 1 – 3       | S. Turnbull                     | 30,000            |
| 13 tháng 2 năm 1909  | Sheffield United    | A   | 0 – 0       |                                 | 12,000            |
| 27 tháng 2 năm 1909  | Nottingham Forest   | A   | 0 – 2       |                                 | 7,000             |
| 13 tháng 3 năm 1909  | Chelsea             | A   | 1 – 1       | Wall                            | 30,000            |
| 15 tháng 3 năm 1909  | Sunderland          | H   | 2 – 2       | Payne, J. Turnbull              | 10,000            |
| 20 tháng 3 năm 1909  | Blackburn Rovers    | H   | 0 – 3       |                                 | 11,000            |
| 31 tháng 3 năm 1909  | Aston Villa         | H   | 0 – 2       |                                 | 10,000            |
| 3 tháng 4 năm 1909   | Sheffield Wednesday | A   | 0 – 2       |                                 | 15,000            |
| 9 tháng 4 năm 1909   | Bristol City        | H   | 0 – 1       |                                 | 18,000            |
| 10 tháng 4 năm 1909  | Everton             | H   | 2 – 2       | J. Turnbull (2)                 | 8,000             |
| 12 tháng 4 năm 1909  | Bristol City        | A   | 0 – 0       |                                 | 18,000            |
| 13 tháng 4 năm 1909  | Notts County        | A   | 1 – 0       | Livingstone                     | 7,000             |
| 17 tháng 4 năm 1909  | Leicester Fosse     | A   | 2 – 3       | J. Turnbull, Wall               | 8,000             |
| 27 tháng 4 năm 1909  | Woolwich Arsenal    | H   | 1 – 4       | J. Turnbull                     | 10,000            |
| 29 tháng 4 năm 1909  | Bradford City       | A   | 0 – 1       |                                 | 30,000            |

| #  | Câu lạc bộ        | Tr | T  | H | B  | Bt | Bb | Hs  | Điểm |
| -- | ----------------- | -- | -- | - | -- | -- | -- | --- | ---- |
| 12 | Sheffield United  | 38 | 14 | 9 | 15 | 51 | 59 | -8  | 37   |
| 13 | Manchester United | 38 | 15 | 7 | 16 | 58 | 68 | -10 | 37   |
| 14 | Nottingham Forest | 38 | 14 | 8 | 16 | 66 | 57 | -9  | 36   |

## FA Cup
| Thời gian           | Vòng đấu      | Đối thủ                | H/A | Tỷ số Bt-Bb | Cầu thủ ghi bàn                  | Số lượng khán giả |
| ------------------- | ------------- | ---------------------- | --- | ----------- | -------------------------------- | ----------------- |
| 16 tháng 1 năm 1909 | Vòng đầu tiên | Brighton & Hove Albion | H   | 1 – 0       | Halse                            | 8,300             |
| 6 tháng 2 năm 1909  | Vòng 2        | Everton                | H   | 1 – 0       | Halse                            | 35,217            |
| 20 tháng 2 năm 1909 | Vòng 3        | Blackburn Rovers       | H   | 6 – 1       | S. Turnbull (3), J. Turnbull (3) | 38,500            |
| 5 tháng 3 năm 1909  | Vòng 4        | Burnley                | A   | A – A       | Trận đấu bị hủy khi tỷ số 0–1    |                   |
| 10 tháng 3 năm 1909 | Vòng 4        | Burnley                | A   | 3 – 2       | J. Turnbull (2), Halse           | 16,850            |
| 27 tháng 3 năm 1909 | Bán kết       | Newcastle United       | N   | 1 – 0       | Halse                            | 40,118            |
| 24 tháng 4 năm 1909 | Chung kết     | Bristol City           | N   | 1 – 0       | S. Turnbull                      | 71,401            |

## Thống kê Đội bóng
| Vị trí | Tên                | Giải đấu | Giải đấu     | FA Cup  | FA Cup       | Tổng cộng | Tổng cộng    |
| Vị trí | Tên                | Số trận  | Số bàn thắng | Số trận | Số bàn thắng | Số trận   | Số bàn thắng |
| ------ | ------------------ | -------- | ------------ | ------- | ------------ | --------- | ------------ |
| TM     | Harry Moger        | 36       | 0            | 6       | 0            | 42        | 0            |
| TM     | Tom Wilcox         | 2        | 0            | 0       | 0            | 2         | 0            |
| HV     | Herbert Burgess    | 4        | 0            | 0       | 0            | 4         | 0            |
| HV     | Tony Donnelly      | 1        | 0            | 0       | 0            | 1         | 0            |
| HV     | Vince Hayes        | 22       | 0            | 6       | 0            | 28        | 0            |
| HV     | Dick Holden        | 2        | 0            | 0       | 0            | 2         | 0            |
| HV     | Aaron Hulme        | 3        | 0            | 0       | 0            | 3         | 0            |
| HV     | Oscar Linkson      | 10       | 0            | 0       | 0            | 10        | 0            |
| HV     | George Stacey      | 32       | 0            | 6       | 0            | 38        | 0            |
| TV     | Alex Bell          | 20       | 2            | 6       | 0            | 26        | 2            |
| TV     | Joe Curry          | 8        | 0            | 0       | 0            | 8         | 0            |
| TV     | Alex Downie        | 23       | 0            | 0       | 0            | 23        | 0            |
| TV     | Dick Duckworth     | 33       | 0            | 6       | 0            | 39        | 0            |
| TV     | Harold Hardman     | 4        | 0            | 0       | 0            | 4         | 0            |
| TV     | John McGillivray   | 2        | 0            | 0       | 0            | 2         | 0            |
| TV     | Charlie Roberts    | 27       | 1            | 6       | 0            | 33        | 1            |
| TV     | Ernest Thomson     | 1        | 0            | 0       | 0            | 1         | 0            |
| TĐ     | Jimmy Bannister    | 16       | 1            | 0       | 0            | 16        | 1            |
| TĐ     | Bill Berry         | 1        | 0            | 0       | 0            | 1         | 0            |
| TĐ     | David Christie     | 2        | 0            | 0       | 0            | 2         | 0            |
| TĐ     | Joe Ford           | 4        | 0            | 0       | 0            | 4         | 0            |
| TĐ     | Harold Halse       | 29       | 14           | 6       | 4            | 35        | 18           |
| TĐ     | George Livingstone | 11       | 3            | 2       | 0            | 13        | 3            |
| TĐ     | Billy Meredith     | 34       | 0            | 4       | 0            | 38        | 0            |
| TĐ     | Ernest Payne       | 2        | 1            | 0       | 0            | 2         | 1            |
| TĐ     | Jack Picken        | 13       | 3            | 0       | 0            | 13        | 3            |
| TĐ     | Jack Quinn         | 1        | 0            | 0       | 0            | 1         | 0            |
| TĐ     | Jimmy Turnbull     | 22       | 17           | 6       | 5            | 28        | 22           |
| TĐ     | Sandy Turnbull     | 19       | 5            | 6       | 4            | 25        | 9            |
| TĐ     | George Wall        | 34       | 11           | 6       | 0            | 40        | 11           |